# 莫維科 (阿拉巴馬州)
莫維科（英語：Movico）是一個位於美國阿拉巴馬州莫比爾縣的非建制地區和人口普查指定地區。根據2010年美國人口普查，該地人口為305人，而該地的面積約為2.03平方千米。

## 地理
莫維科的座標為31°03′53″N 88°01′32″W / 31.06472°N 88.02556°W，而該地最高點為海拔高度16米（即52英尺）。